# Provincia de Palena
Provincia de Palena är en provins i Chile.   Den ligger i regionen Región de Los Lagos, i den södra delen av landet, 1 100 km söder om huvudstaden Santiago de Chile. Antalet invånare är 16 137. Arean är 15 302 kvadratkilometer.
Terrängen i Provincia de Palena är bergig åt sydost, men åt nordväst är den kuperad.
Provincia de Palena delas in i:
- Chaitén
- Futaleufú
- Huailaihue
- Palena

I omgivningarna runt Provincia de Palena växer i huvudsak blandskog. Trakten runt Provincia de Palena är nära nog obefolkad, med mindre än två invånare per kvadratkilometer.